# Greffe de trachée
La greffe de trachée est une technique chirurgicale consistant à remplacer une trachée native par la trachée ou un autre organe d'un donneur décédé (allogreffe), ou par une trachée synthétique. L'intervention peut être réalisée en cas de sténose trachéale longue, de tumeur de la trachée ou de trachéomalacie. Il s'agit d'une technique en cours d'évaluation et aux résultats inconstants.

## Anatomie de la trachée
La trachée est le conduit élastique fibro-cartilagineux reliant le larynx aux bronches. Elle sert de passage à l'air, lors de la respiration, entre le larynx et les bronches, et filtre les particules fines. La trachée naît dans le cou, puis plonge dans le thorax où elle chemine dans le médiastin (à l'arrière du sternum et entre les poumons) avant de se diviser en bronches souches droite et gauche. La bifurcation trachéale est également appelée « carène ». La trachée chemine à l'avant de l'œsophage, avec qui elle partage sa microvascularisation.
La partie antérieure de la trachée est rigide, dotée d'anneaux cartilagineux en fer à cheval lui conférant sa solidité, tandis que sa face postérieure, la membraneuse, est beaucoup plus fine. L'intérieur de la trachée est tapissé d'une muqueuse respiratoire dotée de cils et sécrétant du mucus. La vascularisation artérielle, au niveau cervical, est issue des artères thyroïdiennes inférieures et, au niveau thoracique, de plusieurs rameaux artériels variables. Les artérioles forment des arcades circulant de part et d'autre de la trachée, au contact de l'angle postérieur de la cartilagineuse et de la membraneuse.
Durant l'embryogenèse, la trachée se forme à partir du début de la quatrième semaine, lorsqu'apparaît un sillon à la face antérieure de l'intestin primitif. Ce sillon est tapissé d'endoderme, qui donnera la muqueuse respiratoire. Ensuite, le sillon s'agrandit et forme une poche, le diverticule respiratoire laryngotrachéal. À son extrémité se développera le bourgeon pulmonaire. À la fin de la quatrième semaine, le diverticule respiratoire se sépare de l'intestin primitif par les replis œsotrachéaux. Ceux-ci vont fusionner entre eux pour donner le septum trachéo-œsophagien, qui sépare la trachée, à l'avant, de l'œsophage, à l'arrière. Les anneaux cartilagineux se développent à partir de la dixième semaine.

## Développement d'un substitut trachéal

### Contraintes techniques
Si la résection-anastomose de trachée permet de traiter des lésions courtes, elle est impossible à réaliser en cas de lésions étendues à plus de 50 % de la longueur trachéale (5 à 6 cm) en raison de la contrainte mécanique sur les sutures,. C'est en particulier le cas pour les tumeurs de la trachée, où environ un tiers des malades ne peut bénéficier de la chirurgie, le traitement de référence, pour cette raison.
Le substitut de remplacement de la trachée doit respecter certains critères : biocompatibilité avec possibilité d'épithélialisation par une muqueuse respiratoire, résistance à l'infection et absence d'immunosuppression en raison du contexte de cancer. Différents types de matériaux sont utilisés : prothèses synthétiques ou bioprothèses, greffe de trachée d'un donneur décédé, autogreffe, ou encore bio-ingénierie.

### Historique
- En 1963 ont été réalisées les premières tentatives de remplacement trachéal par un segment de l'œsophage du patient tutoré sur une prothèse, qui ont échoué en se soldant par le décès des opérés quelques semaines après l'intervention[6].
- La première allogreffe réalisée avec la trachée d'un donneur décédé a été réalisée en 1979[7]. Ce fut un échec en raison du rejet, les cellules de la muqueuse respiratoire étant riches en antigènes[6], ce qui n'était pas connu à l'époque[6]. Afin de recréer une microvascularisation, l'intervention avait été réalisée en deux temps[8] : le greffon avait d'abord été implanté dans le muscle sterno-cléido-mastoïdien avant d'être transféré en position quelques semaines plus tard.
- En 1999, de nouveaux essais ont été réalisés après déspécification de la trachée du donneur, permettant de diminuer les réactions de rejet. Là encore ce fut un échec en raison du défaut de microvascularisation locale, entraînant sténose et fistule. En 2008, d'autres essais d'allogreffe après ensemencement de la trachée du donneur par des cellules souches du receveur ont été réalisés, avec de meilleurs résultats.
- En 2005, la technique d'allogreffe aortique a été expérimentée[7]. Un segment d'aorte de donneur décédé remplace la trachée native, tutoré par une endoprothèse.
- En 2010, la technique de greffe de trachée autologue a été expérimentée[7]. Par ingénierie cellulaire, une trachée est cultivée  in vitro à partir des cellules de la peau et des cartilages du patient. En 2011, une trachée synthétique réalisée en matériau biocompatible ensemencé des cellules souches du patient a été développée[7]. La mortalité reste cependant élevée, avec 6 patients décédés sur 8 opérés[9].
- De grands progrès de l'allogreffe d'un morceau d'aorte sont annoncés en 2017 : chez 13 patients opérés entre 2009 et 2017 le greffon, bien toléré, stimule la production de nouvelles cellules qui le remplacent progressivement[10],[11].